# Урожайний (Павловський район)
Урожа́йний (рос. Урожайный) — селище у складі Павловського району Алтайського краю, Росія. Входить до складу Комсомольської сільської ради.

## Населення
Населення — 465 осіб (2010; 495 у 2002).
Національний склад (станом на 2002 рік):
- росіяни — 87 %